# Stanislav Ullrich
Stanislav Ullrich (7. srpna 1895 Žižkov – 20. května 1943 Berlín-Plötzensee) byl československý vojenský důstojník (štábní kapitán), podplukovník československé armády in memoriam, za Protektorátu Čechy a Morava člen protiněmecké ilegální vojenské odbojové organizace Obrana národa, popravený nacisty.

## Život
První světovou válku absolvoval v řadách rakousko-uherské armády, ve které působil jako jednoroční dobrovolník u berounského 88. pěšího pluku. U Lublinu byl raněn. Koncem války byl nadporučíkem rakousko-uherské armády. V československé armádě se zúčastnil maďarsko-československé války, ve které byl velitelem roty u 39. střeleckého pluku a poté velitelem obrněného vlaku. V 30. letech 20. století působil u 1. tankového pluku v Milovicích.
Po německé okupaci Čech, Moravy a Slezska se stal členem Obrany národa (byl velitelem skupiny v Milovicích a zpravodajským důstojníkem). Dne 22. února 1940 byl zatčen a dne 6. března 1943 byl odsouzen k trestu smrti. Dne 20. června 1943 byl v Berlíně, Plötzensee popraven gilotinou.